# Nowa Gazeta Śląska
Nowa Gazeta Śląska : Miesięcznik wszystkich mieszkańców Śląska – śląski miesięcznik społeczno-polityczny wydawany od marca 2011 do czerwca 2013 roku przez Media Creative Group, a następnie przez Fundację Hereditas Silesiae Superioris w Katowicach. Od numeru 8/2012 (17) miesięcznik nosił podtytuł "Budzimy świadomość".  Funkcję redaktora naczelnego pełnił Jarosław Gibas, a sekretarzem redakcji był Wincenty Bryński.

## Zespół redakcyjny
Michał Kieś, Marcin Melon, Dorota Mrówka, Dawid Biały, Robert Rajczyk, Adam Korzeniowski, Aleksander Uszok, Piotr Kulas, Adrian Górecki, Radosław Marczyński, Jacek Spendel.